# Гребенник
Гребе́нник, или Гребневи́к (лат. Cynosúrus), — род травянистых растений семейства Злаки, или Мятликовые (Poaceae). Образует монотипную подтрибу Cynosurinae в трибе Мятликовые (Poeae).

## Ботаническое описание

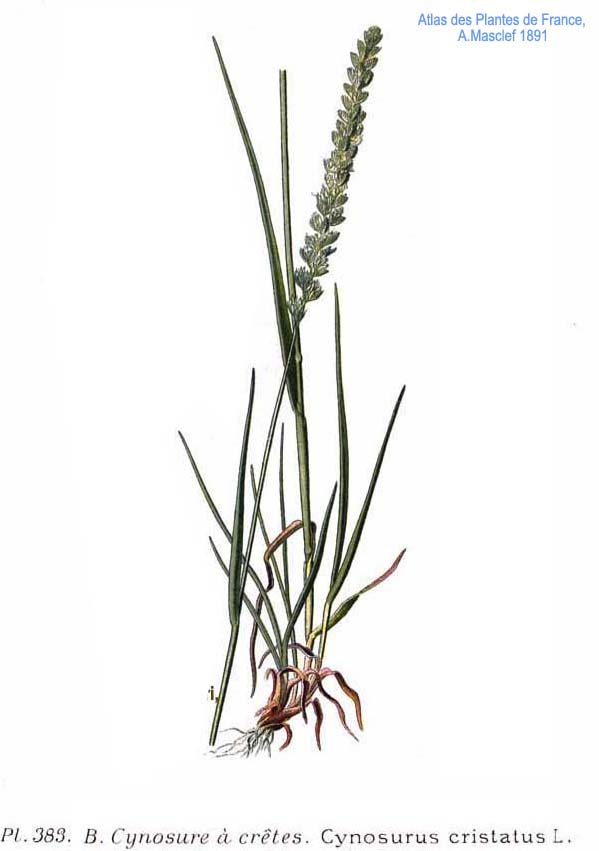
Гребневик обыкновенный (Cynosurus cristatus).

## Таксономия
Род Гребневик включает 9 видов:
- Cynosurus balansae Coss. & Durieu
- Cynosurus coloratus Lehm. ex Steud.
- Cynosurus cristatus L. — Гребенник обыкновенный, или Гребневик обыкновенный
- Cynosurus echinatus L. — Гребневик шиповатый
- Cynosurus elegans Desf. — Гребневик изящный
- Cynosurus junceus Murb.
- Cynosurus peltieri Maire
- Cynosurus polybracteatus Poir.
- Cynosurus turcomanicus Proskur.